# Marigot de Goundam
Le Marigot de Goundam au Mali est un cours d'eau créé par la confluence de deux effluents du fleuve Niger, le marigot de Kondi et le  marigot de Tassakane, les deux fusionnant peu avant la ville de Goundam. Il se jette dans le lac Télé.
Il alimente en eau le système hydrologique du lac Figuibine. 

## Hydrométrie - Les débits mensuels à Goundam
Le débit du marigot a été observé pendant 28 ans (1931-1958) à Goundam, localité du Mali située peu après la confluence entre les marigots de Kondi et de Tassakane. 
Le débit annuel moyen ou module observé à Goundam durant cette période a été de 41,7 m3/s.
Le marigot de Goundam est un cours d'eau extrêmement irrégulier et généralement intermittent. Le débit moyen mensuel observé en juillet (minimum d'étiage) atteint 0,88 m3/s, soit près de 200 fois moins que le débit moyen du mois de janvier. Sur la durée d'observation de 28 ans, le débit mensuel minimal a été de 0 m3/s (cours d'eau totalement à sec), tandis que le débit mensuel maximal s'élevait à pas moins de 342 m3/s (janvier 1955).